# Mateo 7

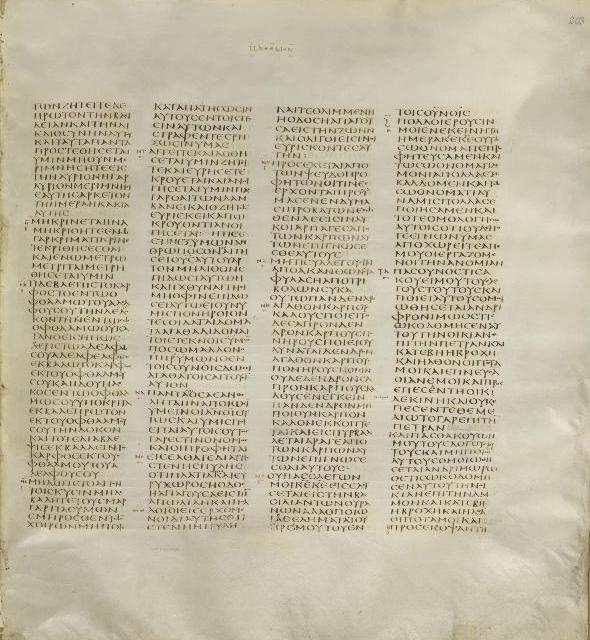
Mateo 6:32-7:27 en Codex Sinaiticus (AD 330–360)

Mateo 7 es el séptimo capítulo del Evangelio de Mateo del Nuevo Testamento. Este capítulo es el último de los tres que componen el Sermón de la Montaña.

## Texto
El texto original fue escrito en griego koiné. Este capítulo está dividido en 29 versículos.

### Testigos textuales
Algunos manuscritos antiguos que contienen el texto de este capítulo son:
- Codex Vaticanus (~325-350; completo)
- Codex Sinaiticus (~330-360; completo)
- Codex Washingtonianus (~400)
- Codex Ephraemi Rescriptus (~450; versículos 6-29)

### Versículos
Estos versículos en rojo irán cambiando a azul según e vayan editando.
- Mateo 7:1
- Mateo 7:2
- Mateo 7:3
- Mateo 7:4
- Mateo 7:5
- Mateo 7:6
- Mateo 7:7
- Mateo 7:8
- Mateo 7:9
- Mateo 7:10
- Mateo 7:11
- Mateo 7:12
- Mateo 7:13
- Mateo 7:14
- Mateo 7:15
- Mateo 7:16
- Mateo 7:17
- Mateo 7:18
- Mateo 7:19
- Mateo 7:20
- Mateo 7:21
- Mateo 7:22
- Mateo 7:23
- Mateo 7:24
- Mateo 7:25
- Mateo 7:26
- Mateo 7:27
- Mateo 7:28
- Mateo 7:29

## Análisis
Mateo recoge diversas recomendaciones del Jesús sobre la conducta de quienes son sus discípulos. Deben vivir la caridad fraterna, siendo muy prudentes al juzgar. Como era usual de aquella época, se utilizaba la voz pasiva para evitar pronunciar el nombre de Dios y señalar así sus acciones. Jesús se sirve aquí de la voz pasiva («se os juzgará», «se os medirá») para indicar que Dios, que conoce todo lo que piensan, se apropiará de sus criterios de juicio para juzgar a los quejuzgan: «Que Dios mide como medimos y perdona como perdonamos, y nos socorre en la manera y las entrañas que nos ve socorrer». Después, advierte que se puede tener deformada la vista, y ver las cosas desatinadamente, aunque éstas sean correctas. San Agustín, recordando el pasaje, daba este consejo: «Procurad adquirir las virtudes que creéis que faltan en vuestros hermanos, y ya no veréis sus defectos, porque no los tendréis vosotros» 
Jesús indica que también se debe custodiar la doctrina de Jesucristo como algo santo, como una perla preciosa. Las «cosas santas» evocan probablemente las ofrendas presentadas en el Templo, que eran santas y que se reservaban a los sacerdotes. Los primeros cristianos aplicaron esta enseñanza a la Eucaristía: «Que de vuestra acción de gracias coman y beban sólo los bautizados en el nombre del Señor, pues acerca de ello dijo el Señor: No deis lo santo a los perros» 
Finalmente, el Maestro aconseja rezar con la seguridad de que Dios Padre concederá lo que se le pida, y hacer el bien a los demás sin poner condiciones, como en buena lógica no las pone cada uno en el amor a sí mismo. Esta sentencia de Jesús, llamada la «regla de oro», ofrece un criterio práctico de caridad hacia los demás. En el contexto del Discurso del Monte, remite a la doctrina del Señor como plenitud de la Ley: el amor al prójimo resume los mandamientos. Sin embargo, la «regla de oro» da sólo el límite inferior del amor fraterno; la enseñanza quedará completada con el «mandamiento nuevo» de Jesucristo, donde nos ordena amar a los demás como Él mismo nos ha amado.
En el análisis que hace John Wesley del Sermón de la Montaña, capítulo cinco esboza la suma de toda religión verdadera, permitiendo que capítulo seis detalle "reglas para esa recta intención que hemos de conservar en todas nuestras acciones exteriores, sin mezclarla con deseos mundanos o preocupaciones ansiosas incluso por las "necesidades básicas de la vida" y que este capítulo proporcione "advertencias contra los principales impedimentos de la religión". Dentro del capítulo hay varios temas, y los versículos 1-12 tratan del juicio y el discernimiento.Los versículos 3-5 relatan un dicho proverbial sobre la parábola de la mota y la viga, que tiene un paralelismo en Lucas 6:37-42. En Mateo 7:7 Jesús vuelve al tema de la oración, prometiendo que Dios responderá a la oración. Los versículos Mateo 7:13 y Mateo 7:14 contienen la analogía de los caminos anchos y estrechos, una advertencia de la facilidad de deslizarse hacia la condenación. El versículo Mateo 7:15 continúa las advertencias sobre el juicio y añade una advertencia sobre falsos profetas repitiendo parte del lenguaje utilizado por Juan el Bautista en capítulo 3.
El capítulo termina con la parábola de la casa edificada sobre roca en Mateo 7:24-Mateo 7:27, que tiene un paralelismo en Lucas 6:46-49.
Según el teólogo Edward Plumptre, en comparación con los capítulos precedentes, "este [capítulo] trata principalmente de las tentaciones propias de las etapas más avanzadas de la vida [cristiana], cuando se han superado las formas inferiores del mal: del temperamento que juzga a los demás, del Autoengaño de la hipocresía inconsciente, del peligro de la irrealidad"..
Como cierre del discurso, estos versículos manifiestan la condición mesiánica de Jesús —por su modo de enseñar— y el efecto que tuvo el discurso en sus oyentes. Igualmente sirven de punto de unión con la siguiente actividad en la que se narran algunos milagros de Jesús que ratifican su poder. Algunos han pensado, con Lutero, que las exigencias éticas del Sermón de la montaña no pueden ser cumplidas por los hombres, sino que Jesucristo las predicó como un pliego de cargos contra la soberbia humana, para hacernos reconocer que somos siempre pecadores. Esta interpretación no hace justicia al texto evangélico. Jesús proclamó las enseñanzas del Discurso para que fueran cumplidas, pero no solamente con las fuerzas naturales, sino con la ayuda de la gracia que Él conquistó para la humanidad.

Dios fue iluminando la naturaleza humana por etapas progresivas con la idea de asemejarla a Dios: primero se presentaron la Ley y los Profetas con todas sus prescripciones. Después vino el [que es] resplandor perfecto de la luz.